# Liste der Kulturdenkmäler in Betteldorf
In der Liste der Kulturdenkmäler in Betteldorf sind alle Kulturdenkmäler der rheinland-pfälzischen Ortsgemeinde Betteldorf aufgeführt. Grundlage ist die Denkmalliste des Landes Rheinland-Pfalz (Stand: 17. Juli 2023).

## Einzeldenkmäler
| Bezeichnung                            | Lage                                    | Baujahr         | Beschreibung                                              | Bild                           |
| -------------------------------------- | --------------------------------------- | --------------- | --------------------------------------------------------- | ------------------------------ |
| Katholische Filialkirche St. Apollonia | Auf dem Höffchen 2 Lage                 | 18. Jahrhundert | Saalbau, 18. Jahrhundert, um 1895 und nach 1945 erweitert | weitere Bilder Fotos hochladen |
| Wohnhaus                               | Hauptstraße 20 Lage                     | 1799            | Putzbau, angeblich von 1799                               | BW                             |
| Kriegerdenkmal 1914/18                 | Hauptstraße, Ecke Auf dem Höffchen Lage |                 | Kriegerdenkmal 1914/18; Pfeiler mit Erzengel Michael      | BW                             |